# Lo schiavo

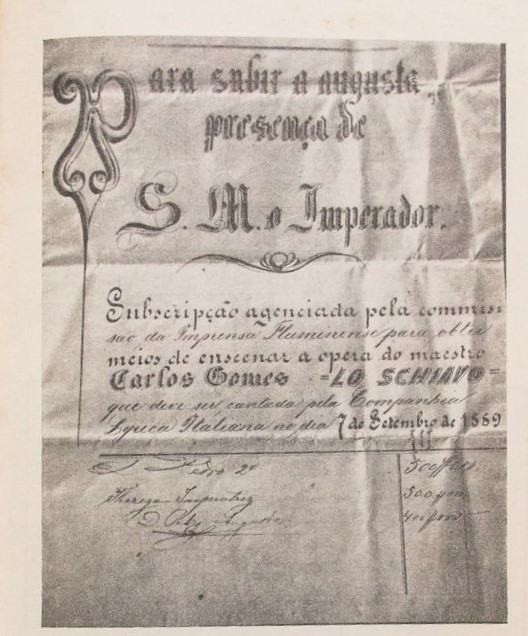
Documento em que o imperador Pedro II e mais membros da família imperial assinam doação para realizar a apresentação da peça em 7 de setembro de 1889.

Lo schiavo (O Escravo) é uma ópera do compositor brasileiro, Antônio Carlos Gomes (1836 - 1896). O tema é baseado na obra original do escritor brasileiro Alfredo d'Escragnolle Taunay (1843 - 1889). Foi reproduzida no Brasil em 2004, em Campinas, com a orquestra sinfônica Municipal, com os corais PUC-Campinas e Zíper na Boca. A regência de Claudio Cruz e a preparação vocal de Ana Yara Campos.
Foi levada à cena, pela primeira vez, em 27 de setembro de 1889, no Rio de Janeiro - no Teatro Imperial D. Pedro II (Teatro Lírico) -, em homenagem à Princesa Isabel. Também foi encenada pelo Teatro Lirico de Cagliari, inaugurando sua temporada lírica 2019, com nove récitas entre os dias 22 de fevereiro e 3 de março, e no Teatro Municipal do Rio de Janeiro, em 2016, nos dias 21, 23, 25 e 27 de outubro.
Além do interlúdio orquestral Alvorada, é famosa a ária Quando nascesti tu, que chegou a ser gravada pelo tenor Enrico Caruso, já em 19 de novembro de 1911; por Beniamino Gigli, em 1950, no Brasil e por Giacomo Lauri-Volpi, em 4 de dezembro de 1923, em Nova Iorque.
O interlúdio Alvorada é utilizado pelo Exército Brasileiro, quando da incorporação da bandeira à tropa.